# Magdalena Welc
Magdalena Welc (Lublino, 4 novembre 1998) è una cantante polacca.

## Biografia
Magdalena Welc è salita alla ribalta nel 2010 grazie alla sua vittoria alla terza edizione del talent show di TVN Mam talent!, la versione polacca del franchise Got Talent. Il 1º gennaio 2011 ha cantato al concerto di Capodanno al teatro filarmonico Mazowiecki di Varsavia.
Il 14 novembre 2011 ha pubblicato il suo album di debutto Sianko na stół. Kolędy i pastorałki, che ha raggiunto la 45ª posizione della classifica polacca. La cantante è inoltre apparsa in vari programmi canori trasmessi su TVN, dove ha duettato, fra gli altri, con Edyta Geppert e Michał Bajor.

## Discografia

### Album in studio
- 2011 – Sianko na stół. Kolędy i pastorałki

### Singoli
- 2013 – Kasety mamy